# 鬼塚
鬼塚（英語：Ken / Onitsuka Ng Kin-chung，1954年11月14日—），原名伍健忠，香港男演員及時裝設計師，現為無綫電視基本藝員合約藝人。

## 簡介
鬼塚原名伍健忠，出身於貧窮之家，有9兄弟姊妹，自己排行第六，家住石硤尾七層樓徙置區。1960年香港政府還未推出免費強迫教育政策，所以當時即使剛好受洗信主和正值入讀小學一年級的年紀，都未能正式入學，只可在天台路德會分部度過童年。自從父親在11歲時過身，便開始對時裝設計結下不解緣；1979年涉足演藝圈，客串由好友胡楓執導的《打藤》，飾演囚犯一角。1985年，開設了個人品牌時裝店「鬼塚」，高峰期曾擁有廿多間分店（包括香港、澳門、北京、上海等地）。1986年，在參與由楊權執導的《江湖正將》後，開始演出更多作品包括《四千金》、《江湖最後一個大佬》等。直至2003年基於痛風問題無暇打理生意，結束所有時裝分店和退休，甚至為太太及其一子一女，而決定放棄玩賽車。2003至2007年間，曾擔任香港演藝人協會第六及第七屆理事之一。
2016年，鬼塚退休後為了打發時間，於是託在無綫電視工作的朋友引薦，開始擔任無綫電視特約演員，而《乘勝狙擊》為第一套拍攝的劇集。2018年3月1日與莫偉文、羅鴻、區軒瑋和陳富勝四位特約演員一同獲轉簽基本藝人合約，正式成為無綫電視旗下藝人，並間中參演電影。除了演戲，亦好復古車輛，名下擁有一部保時捷993及一部哈雷·戴維森電單車，閒時愛參加車迷聚會。

## 軼聞
鬼塚的9位兄弟姊妹中，包括自己在內，排行第9、10的都是弟弟。第9的弟弟是曾任職警務處、移民局及律政署裁判官兼大律師的伍健民，而第10的弟弟因小時候家境清貧，而被父母以100港元賣掉。
至於「鬼塚」藝名來自一間叫鬼塚的時裝店。在1980年代拍攝電影時，因有一個工作人員叫阿 Ken，跟自己洋名相同，恰巧有次導演陸劍明叫該工作人員就位，自己又誤作回應。自此台前幕後均以「鬼塚嗰個阿 Ken」稱呼伍健忠，久而久之「鬼塚」就變成其藝名。

## 演出作品

### 電影
- 1979：《打藤》
- 1987：《江湖正傳》
- 1988：《褲甲天下》
- 1989：《四千金》
- 1989：《求愛夜驚魂》
- 1990：《喋血江湖》
- 1990：《救命宣言》
- 1990：《江湖最後一個大佬》飾 阿安
- 1991：《滾滾紅唇》
- 1991：《毒豪》
- 1991：《猛鬼山墳》
- 1991：《女機械人》
- 1991：《美國博仔》
- 1991：《情聖》
- 1992：《轟天皇家將》
- 1992：《星期五之舞男》飾 老闆
- 1992：《殺入地獄》
- 1992：《甩皮鬼辣手梟雄》
- 1992：《車神》
- 1992：《童黨之街頭霸王》
- 1993：《警花肉搏強姦黨》
- 1993：《兩廂情願》
- 1993：《風塵十三姨》
- 1993：《情迷香港》
- 1993：《情劫》
- 1993：《愛的精靈》
- 1993：《新不了情》
- 1994：《喂，搵邊位？》飾 阿鬼
- 1996：《運財五福星》
- 1997：《古惑天堂》
- 1997：《對不起，多謝你》
- 1997：《至激殺人犯》
- 1998：《邪教檔案之末日風暴》
- 1999：《風月寶鑑之家花自有香》
- 1999：《AK47之天網》
- 1999：《特技人之冷暖心聲冷暖情》
- 1999：《風月寶鑑之冥府春色》
- 1999：《四人幫之錢唔夠洗》
- 2000：《黑金之王》
- 2001：《陰陽路十宣言咒》
- 2001：《陰陽路八之棺材仔》
- 2001：《風水賭神》
- 2001：《陰陽路十一之撩鬼條命》
- 2001：《金榜題名之流氓社工》
- 2001：《陰陽路九之命轉乾坤》
- 2001：《陰陽路十二之美容屍》
- 2002：《陰陽路十六之回到武俠時代》
- 2002：《我愛夏日長》
- 2002：《陰陽路十四之雙鬼拍門》
- 2002：《性Salon狂想曲》
- 2002：《陰陽路十五之客似魂來》
- 2002：《陰陽路十三之花鬼》
- 2002：《陰陽路十七之監房有鬼》
- 2003：《清理門戶》
- 2003：《陰陽路十九之我對眼見到野》
- 2003：《山狗2003獸性陷阱》
- 2003：《福伯》
- 2004：《赤子拳王》
- 2004：《江湖》
- 2020：《一秒拳王》飾 拳總榮譽主席
- 2021：《梅艷芳》飾 佐哥
- 2021：《反飆車行動》
- 2025：《淺淺歲月》飾 雪糕檔老闆

### 電視劇（無綫電視）
| 首播       | 劇名                  | 角色                    |
| 1999年     | 創世紀                | 小 白                   |
| 2017年     | 乘勝狙擊              | 收數佬                  |
| 2017年至今 | 愛·回家之開心速遞     | 蘇天命（第30集）        |
| 2017年至今 | 愛·回家之開心速遞     | 葉會長（第305集）       |
| 2017年至今 | 愛·回家之開心速遞     | 工 人（第463集）        |
| 2017年至今 | 愛·回家之開心速遞     | 趙 總（第653集）        |
| 2017年至今 | 愛·回家之開心速遞     | 葉 天（第828、1059集）  |
| 2017年至今 | 愛·回家之開心速遞     | 武蔵菲林（第2064集）    |
| 2017年     | 賭城群英會            | 安 叔                   |
| 2017年     | 同盟                  | 南 哥                   |
| 2017年     | 雜警奇兵              | 瓷器鑑定師              |
| 2017年     | 老表，畢業喇！        | 樂 手                   |
| 2018年     | 翻生武林              | 鬼 醫（第8集）          |
| 2018年     | 果欄中的江湖大嫂      | 酒吧客（第29集）        |
| 2018年     | 天命                  | 占卜師                  |
| 2018年     | 兄弟                  | 查可富                  |
| 2018年     | 是咁的，法官閣下      | 陪審員                  |
| 2019年     | 十二傳說              | 元 老（第8集）          |
| 2019年     | 她她她的少女時代      | 露宿者（第8集）         |
| 2019年     | 街坊財爺              | 叔父發（第8、16、23集） |
| 2020年     | 丫鬟大聯盟            | 大理寺卿（第13集）      |
| 2020年     | 大醬園                | 解籤佬（第13、15集）    |
| 2020年     | 十八年後的終極告白    | 吉 叔（第7集）          |
| 2020年     | 機場特警              | 氣槍店老闆（第24集）    |
| 2020年     | 降魔的2.0             | 降魔人（第15集）        |
| 2020年     | 殺手                  | 豪 客（第1集）          |
| 2020年     | 迷網                  | 林猜旺（天九）          |
| 2020年     | 反黑路人甲            | 林 福                   |
| 2020年     | 過街英雄              | 鬼 哥（第7集）          |
| 2020年     | C9特工                | 恐怖分子（第20集）      |
| 2020年     | 踩過界II              | 叔 父（第8集）          |
| 2021年     | 陀槍師姐2021          | 叔 父                   |
| 2021年     | 伙記辦大事            | 老 闆（第6集）          |
| 2021年     | 逆天奇案              | 金 華（第12集）         |
| 2021年     | 一笑渡凡間            | 熊天狼（第17集）        |
| 2021年     | 七公主                | 玩具店店主（第10集）    |
| 2021年     | 我家無難事            | 李泰斗（第17、18集）    |
| 2021年     | 拳王                  | 黑膠店老闆（第10集）    |
| 2021年     | 十月初五的月光        | 王醫師（第14-15集）     |
| 2022年     | 青春不要臉            | 甄浩賢                  |
| 2022年     | 鐵拳英雄              | 館 長（第16-17集）      |
| 2022年     | 十八年後的終極告白2.0 | 添（第16集）            |
| 2022年     | 痞子殿下              | 三 剎                   |
| 2022年     | 輕·功                 | 德（第18集）            |
| 2023年     | 黃金萬両              | 聶 問（第2集）          |
| 2023年     | 新四十二章            | 導 演（第3集）          |
| 2023年     | 法言人                | 天 叔（第4集）          |
| 2023年     | 靈戲逼人              | 店 主（第9、12集）      |
| 2024年     | 反黑英雄              | 靜 父                   |
| 2025年     | 痞子無間道            | 魯 興                   |
| 2025年     | 刑偵12                | 宙 哥（第6集）          |
| 2025年     | 麻雀樂團              | 阿 龍                   |

## 外部連結
- 鬼塚 Onitsuka - TVB藝人資料 - tvb.com （页面存档备份，存于）
- 鬼塚在香港影庫上的簡介